# 小行星9057
小行星9057是一颗围绕太阳公转的小行星。1992年4月24日，亨利·德波鸿诺在拉西拉天文台发现了此天体。
这颗小行星的绝对星等为235.5268209465577等。